# Catalpeae
Tribu
Synonymes
- Catalpinae A.DC., Ann. Sci. Nat. Bot., sér. 2, 11: 282, 284. 1839

Les Catalpeae sont une tribu de plantes à fleurs de la famille des Bignoniacées.
Le genre type est Catalpa.

## Liste des genres
- Catalpa
- Chilopsis

Nothogenre: × Chitalpa

## Publication originale
- Meissner C.D.F., 1840. Pl. Vasc. Gen.: Tab. Diagn. 300, Comm. 208.